# Sofie Dokter
Sofie Dokter, née le 19 décembre 2002 à Groningue, est une athlète néerlandaise spécialiste des épreuves combinées.

## Biographie
Médaillée d'argent de l'heptathlon lors des |championnats d'Europe juniors 2021, elle se classe 13e des championnats d'Europe 2022 à Munich.
En début de saison 2023, elle termine au pied du podium de l'épreuve du pentathlon lors des championnats d'Europe en salle d'Istanbul. Elle remporte la médaille d'argent aux championnats d'Europe espoirs 2023, devancé par la Finlandaise Saga Vanninen.

## Palmarès
| Date | Compétition                    | Lieu      | Résultat | Épreuve    | Points    |
| ---- | ------------------------------ | --------- | -------- | ---------- | --------- |
| 2021 | Championnats d'Europe juniors  | Tallinn   | 2e       | Heptathlon | 5 878 pts |
| 2022 | Championnats d'Europe          | Munich    | 13e      | Heptathlon | 5 811 pts |
| 2023 | Championnats d'Europe en salle | Istanbul  | 4e       | Pentathlon | 4 493 pts |
| 2023 | Championnats d'Europe espoirs  | Espoo     | 2e       | Heptathlon | 6 256 pts |
| 2023 | Championnats du monde          | Budapest  | 11e      | Heptathlon | 6 192 pts |
| 2024 | Championnats du monde en salle | Glasgow   | 3e       | Pentathlon | 4 571 pts |
| 2024 | Jeux olympiques                | Paris     | 6e       | Heptathlon | 6 452 pts |
| 2025 | Championnats d'Europe en salle | Apeldoorn | 2e       | Pentathlon | 4 826 pts |

## Records
| Épreuve    | Marque    | Lieu        | Date        |
| ---------- | --------- | ----------- | ----------- |
| Heptathlon | 6 452 pts | Saint-Denis | 9 août 2024 |

| Épreuve    | Marque    | Lieu      | Date        |
| ---------- | --------- | --------- | ----------- |
| Pentathlon | 4 826 pts | Apeldoorn | 9 mars 2025 |